# Maddy Candy
「Maddy Candy」（マッディ・キャンディ）は、DEATH DEVILの1枚目のシングル。2009年8月12日にポニーキャニオンから発売された。

## 概要
TBS系列各局放送のテレビアニメ『けいおん!』の劇中歌（キャラクターソング・シングル）。
『けいおん!』に登場する、桜が丘高校の音楽教師で吹奏楽部兼軽音楽部の顧問の山中さわ子が、同校在学時に組んでいたバンド「DEATH DEVIL」名義の作品。歌っているのは山中さわ子の声を演じる声優の真田アサミ。
原作の4コマ漫画およびテレビアニメ版の劇中において、山中さわ子は猫を被っておしとやかな高校教師を装っているものの、学生時代にはパンク系のバンドに参加しており現在とは正反対のキャラであったと設定されており、「DEATH DEVIL」は劇中における伝説的なバンドとして位置づけられている。収録曲は、山中さわ子にとって隠しておきたい過去として設定されている学生時代の音楽活動を描いたもので、彼女の教え子である主人公らの音楽がガールズポップ路線であるのに対して、激しいヘヴィメタル路線の楽曲となっている。
ジャケットイラストも、往年のパンクバンドを想起させる内容となっており、原画はアニメの総作画監督・堀口悠紀子が担当している。
シングルに収録された解説文はヘヴィメタル雑誌「BURRN!」誌編集部員の奥野高久が執筆しており、ギターには元アニメタルの屍忌蛇と言ったヘヴィメタル関係者が参加している。こうした人選はメタルの愛好家への気の利いた気配りとして話題になった。
「Maddy Candy」「Hell The World」とも、アニメでは第4話で用いられた（「Hell The World」は第5話でも登場する）。
2009年12月30日に横浜アリーナで開催されたイベント「けいおん! ライブイベント 〜レッツゴー!〜」では、「Maddy Candy」が披露されたが、その際には山中さわ子役を演じる真田アサミが「DEATH DEVIL」の扮装で現れ、劇中のパフォーマンスが再現された。

## 収録曲
（全作詞：KANATA、作曲・編曲：小森茂生）
1. Maddy Candy [4:44]
2. Hell The World [4:47]
3. Maddy Candy （Instrumental）
4. Hell The World （Instrumental）

## 収録アルバム
| 曲名           | 収録アルバム                  | 発売日        | 備考                                                                      |
| -------------- | ----------------------------- | ------------- | ------------------------------------------------------------------------- |
| Maddy Candy    | 『K-ON! MUSIC HISTORY'S BOX』 | 2013年3月20日 | CD-BOX、ディスク2『劇中歌Sg･Al｢放課後ティータイム in MOVIE｣･DEATH DEVIL』 |
| Hell The World | 『K-ON! MUSIC HISTORY'S BOX』 | 2013年3月20日 | CD-BOX、ディスク2『劇中歌Sg･Al｢放課後ティータイム in MOVIE｣･DEATH DEVIL』 |